# Plesiocera rufisticta
Plesiocera rufisticta är en tvåvingeart som beskrevs av Hesse 1956. Plesiocera rufisticta ingår i släktet Plesiocera och familjen svävflugor. Inga underarter finns listade i Catalogue of Life.